# Reservation Dogs
Reservation Dogs is een Amerikaanse comedy-drama televisiereeks die tussen 2021 en 2023 werd uitgezonden. De reeks werd gemaakt door Sterlin Harjo en Taika Waititi voor FX Productions. 
De reeks volgt vier inheemse jongeren in het landelijke Oklahoma, terwijl ze er rondhangen en kleine misdrijven begaan om genoeg geld te verdienen om hun indianenreservaat te verlaten. Het is de eerste Amerikaanse televisiereeks die volledig werd geschreven en geregisseerd door inheemse Amerikanen, met bijna uitsluitend inheemse acteurs. Het eerste seizoen werd, als eerste televisiereeks ooit, volledig in Oklahoma gefilmd. Reservation Dogs verscheen voor het eerste op Hulu op 9 augustus 2021. De laatste aflevering van het derde seizoen kwam uit op 27 september 2023.
Reservation Dogs werd zeer positief onthaald en won onder andere een Peabody Award en twee Independent Spirit Awards. Verder werd de serie genomineerd voor een Creative Arts Emmy Award, een Golden Globe, twee TCA Awards en vijf Critics' Choice Television Awards. Meerdere recensenten beschouwden de serie als een van de beste van het jaar in 2021, 2022 en 2023.

## Rolverdeling
| Acteur                 | Personage                                   |
| ---------------------- | ------------------------------------------- |
| Jacobs Devery          | Elora Dana Postoak                          |
| Woon-A-Tai D'Pharaoh   | Bear Smallhill                              |
| Factor Lane            | Chester "Cheese" Williams                   |
| Alexis Paulina         | Wilhelmina Jacqueline "Willie Jack" Sampson |
| Podemski Sarah         | Rita                                        |
| McClarnon Zahn         | Officer Big                                 |
| Goldtooth Dallas       | William "Spirit" Knifeman                   |
| Farmer Gary            | Uncle Brownie                               |
| Guerra Elva            | Jackie                                      |
| Mike Lil               | Mose                                        |
| Bone Funny             | Mekko                                       |
| Maricle Jack           | White Steve                                 |
| Barnett Jude           | Bone Thug Dog                               |
| Bigpond Xavier         | Weeze                                       |
| Cramer Dalton          | Daniel                                      |
| Lee Bobby              | Dr. Kang                                    |
| Fox Kirk               | Kenny Boy                                   |
| Cardarople Matty       | Ansel                                       |
| Proudstar Jon          | Leon                                        |
| Guerrero Kimberley     | Auntie B                                    |
| Schmieding Jana        | Bev                                         |
| Camp-Horinek Casey     | Irene                                       |
| Horn Kaniethtiio       | Deer Lady                                   |
| Keams Geraldine        | Mabel                                       |
| Podemski Jennifer      | Dana                                        |
| Podemski Tamara        | Teenie                                      |
| Collins Janae          | Cookie                                      |
| Studi Wes              | Bucky                                       |
| Whitman Richard Ray    | Old Man Fixico                              |
| Wilson Bobby           | Jumbo                                       |
| Pensoneau Migizi       | Ray Ray                                     |
| Queton Warren          | Clinton                                     |
| Apodaca Nathan         | Uncle Charley                               |
| Standingcloud Nathalie | Natalie                                     |
| Blair Macon            | Rob                                         |
| Handy Darryl W.        | Cleo                                        |
| Johnson Rhomeyn        | Miles                                       |